# Otto Burtscher
Otto Burtscher (* 23. Mai 1910 in Hard/Vorarlberg; † 6. Februar 1991 in Feldkirch) war langjähriger Geschäftsführer der Gewerbesektion der Handelskammer und Rotkreuzpräsident in Vorarlberg. Während des Zweiten Weltkrieges war er in der Widerstandsgruppe Großösterreichische Freiheitsbewegung tätig.

## Jugend und Ausbildung
Burtscher wuchs in Höchst/Vorarlberg auf. Seine Ausbildung führte ihn an die Handelsakademie Innsbruck, da es in Vorarlberg zum damaligen Zeitpunkt noch keine Handelsakademie gab. Dort trat er 1929 der katholischen Schülerverbindung KÖStV Rhaetia Innsbruck im MKV bei. 1931 legte er die Matura ab.
Die Inskription an der Hochschule für Welthandel führte ihn nach Wien, wo er auch Angestellter in einem Orientteppich-Import-Geschäft war. Sein beruflicher Weg führte ihn für zweieinhalb Jahre zurück nach Tirol zu Jenny & Schindler in Telfs.
Nach seiner Rückkehr nach Wien – nun als selbständiger Handelsvertreter – schloss er das Studium 1939 als Diplom-Kaufmann ab.

## Kriegsteilnahme und Widerstand
Nach seiner Einberufung zum Wehrdienst wurde er vor allem an der West- und Ostfront eingesetzt. Vom Krieg und der nationalsozialistischen Gesinnung angewidert trat Burtscher der Widerstandsbewegung der Großösterreichischen Freiheitsbewegung um Jacob Kastelic bei. Infolge eines Verrates durch Burgschauspieler Otto Hartmann wurde er am 26. Oktober 1940 verhaftet und bis zum 29. März 1943 inhaftiert. Im Gegensatz zu anderen Mitstreitern dieser Freiheitsbewegung endete Burtschers Verfahren ohne Urteilsspruch.

## Weitere Laufbahn
Nach Kriegsende setzte Burtscher das Studium der Handelswissenschaften an der Welthandelshochschule Wien fort und promovierte am 28. Juni 1946 zum Doktor der Handelswissenschaften.
Sein beruflicher Weg startete am 22. Juli 1946 mit Dienstantritt in der Vorarlberger Handelskammer, deren Geschäftsführer für die Sektion Gewerbe er ab Herbst desselben Jahres war. Durch ihn initiierte Projekte in Vorarlberg (z. B. die Leistungswettbewerbe für die Handwerksjugend) wurden auf Bundesebene nachgeahmt. Seine Broschüre „Was willst du werden?“ wurde mit 80.000 Exemplaren über das ganze Bundesgebiet verteilt. Als maßgeblicher Organisator der Landeshandwerksausstellung trat er in den Jahren 1950, 1955, 1960, 1965 und 1970 in Erscheinung. Der internationale Bodenseeleistungswettbewerb 1970 für die Handwerksjugend stand ebenfalls unter seiner Federführung.
Bereits 1962 organisierte er in drei Autobussen eine berufkundliche Wanderschau. Er setzte sich für die Beschaffung von Krediten für die Handwerks- und Gewerbetreibenden ein, so zum Beispiel mit der ERP-Kleinkreditaktion für diese Sparte und mit den BUERGES-Krediten- an der Kleinst-Kreditaktion des zuständigen Bundesministeriums 1953–1955.
Am 31. Dezember 1975 trat er in den Ruhestand. Er wurde für seine Arbeit u. a. mit dem Deutschen Handwerkszeichen in Gold geehrt; denn er hob nicht nur zahlreiche unterstützende Projekte für das Handwerksgewerbe aus der Taufe, sondern trat der klein- und mittelständische Wirtschaft des Landes beratend zu Seite und konnte diese für neue Ideen begeistern.

## Ehrenamt und Engagement
- Der Stadt Feldkirch erwies Otto Burtscher viele Dienste in der Organisation bedeutender Festlichkeiten sowie dadurch, dass er mit Hans Pitschmann in Zeiten der Generationenablöse das Ehrenamt des ÖVP-Stadtparteiobmannes übernahm.

- 1960–1974 war er Präsident des Vorarlberger Leichtathletikverbandes, von dem er 1970 für seine Verdienste das Goldene Ehrenzeichen des Österreichischen Leichtathletik-Verbandes erhielt.

- Ab 1965 war er Obmann der Elternvereinigung am Feldkircher Bundesgymnasium und seit 1968 auch Vorsitzender der Arbeitsgemeinschaft der Elternvereinigung an mittleren und höheren Schulen des Landes Vorarlberg.

- 1973–1978 war er Präsident des Roten Kreuzes, Landesverband Vorarlberg und führte die Rettungsorganisation durch eine Phase des Umbruches.

- 1981–1986 versah er das Amt des Präsidenten des Verbandes der Namensträger, der von seinem Bruder Hugo gegründet worden war.

## Ehrung
- 1983 erhielt Otto Burtscher das Ehrenzeichen für Verdienste um die Befreiung Österreichs verliehen.[2]